# Castillo de Kalmar

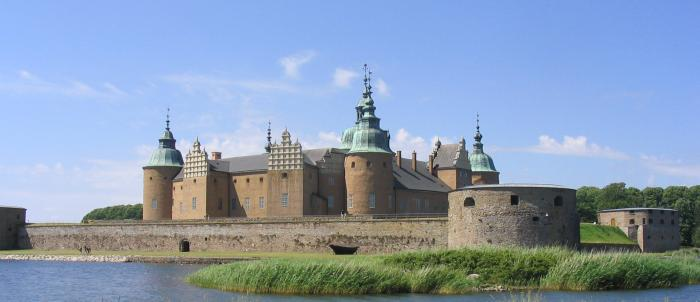
Otra vista del castillo

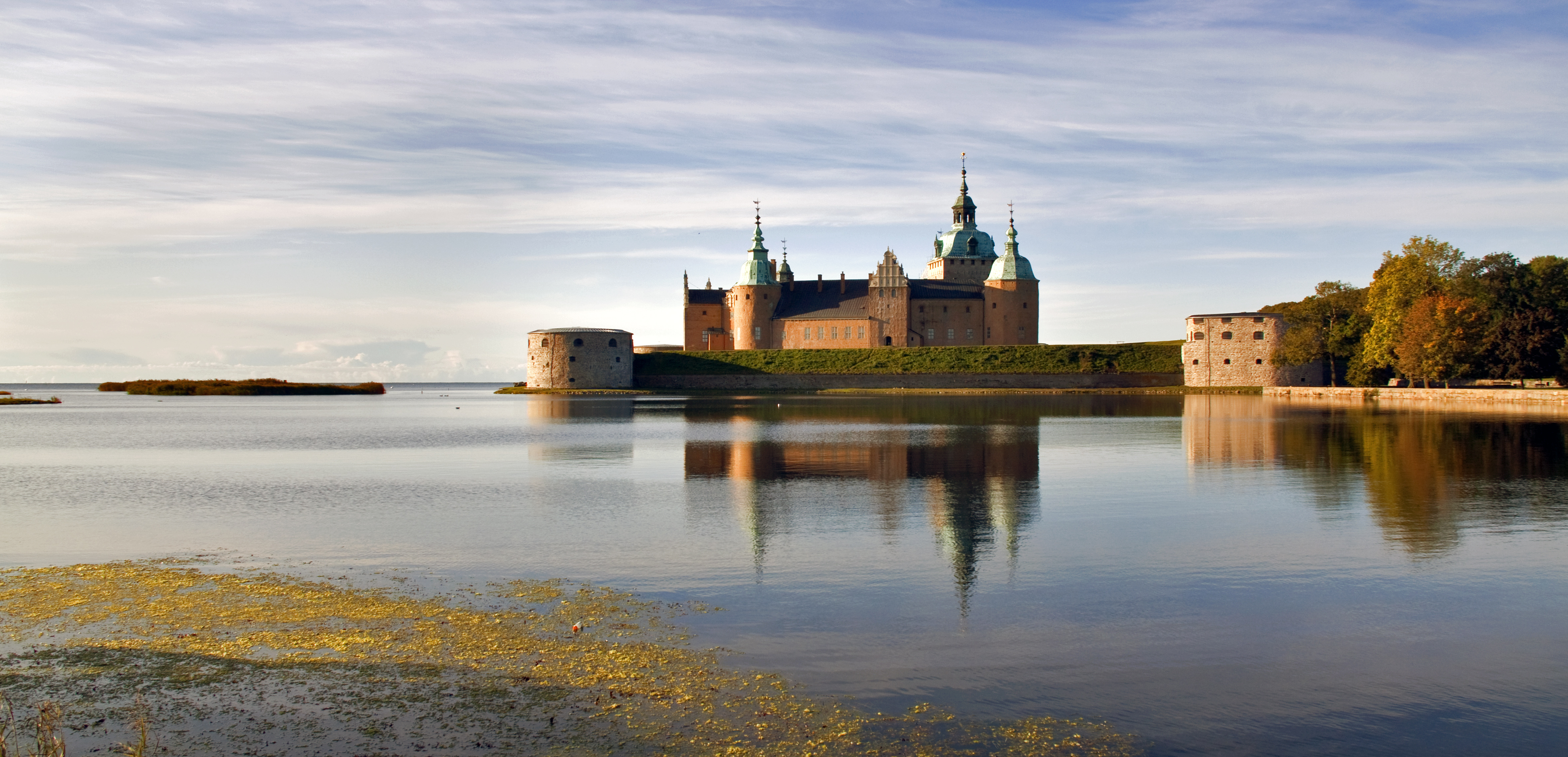
El castillo de Kalmar desde el noreste

El castillo de Kalmar (en sueco: Kalmar slott) es un castillo medieval sueco localizado en la ciudad de Kalmar, en la homónima provincia de Kalmar (provincia histórica de Småland).  Durante mucho tiempo, el castillo de Kalmar fue una fortificación importante y conocida como la llave del reino debido a su ubicación estratégica: la frontera sueco-danesa se encuentra a poca distancia hacia el sur, ya que Escania y Blekinge fueron territorios daneses en la época medieval.
Hoy día el castillo es un museo público y lugar en el que se celebran distintos eventos, como conferencias, conciertos y mercados medievales.

## Historia
Durante el siglo XII se construyó sobre el estrecho de Kalmar una torre defensiva con ronda y se construyó también un pequeño puerto. A finales del siglo XIII el rey Magnus Ladulås ya había construido una nueva fortaleza con una muralla, torres de esquinas redondas y dos casetas cuadradas que rodeaban la torre original. Situado cerca del puerto medieval de Kalmar, ya desde su construcción inicial en el siglo XII como torre fortificada desempeñó un papel crucial en la historia de Suecia.
Uno de los acontecimientos políticos más importantes de Escandinavia tuvo lugar en el castillo de Kalmar en 1397, cuando se formó la Unión de Kalmar —una unión de Dinamarca, Noruega y Suecia—, organizada por la reina Margarita I de Dinamarca. Durante la rebelión de Suecia contra Dinamarca en 1520, la fortaleza fue comandada por Anna Eriksdotter (Bielke), que a la muerte de su cónyuge, Johan Månsson Dag och Natt, en medio de la rebelión, tomó el control de sus feudos y defendió Kalmar contra Dinamarca.
La fortaleza fue mejorada durante el siglo XVI bajo la dirección del rey Gustavo I y de sus hijos los luego reyes Eric XIV y Juan III, que convirtieron la fortaleza medieval en un castillo de un rey renacentista. El castillo de Kalmar sufrió graves daños durante la Guerra de Kalmar de 1611 a 1613 y fue gravemente dañado por un incendio en 1642. Se iniciaron las reparaciones, pero a partir de finales del siglo XVII el castillo cayó en el abandono.

## Restauración
En 1856, el arquitecto Fredrik Wilhelm Scholander (1816-1881) inició los trabajos de restauración del castillo de Kalmar. Su pupilo Helgo Zettervall continuó restaurando el castillo de Kalmar, en la década de 1880. El arquitecto Carl Möller diseño los planos y otros documentos. El trabajo comenzó en 1885 y en 1891 el castillo había ganado ya la silueta que tiene hoy. En 1919 el profesor Martin Olsson fue encargado de continuar la recuperación, realizando movimientos de tierra, recuperando el foso, el puente y el puente levadizo. El trabajo continuó hasta 1941, cuando el castillo quedó una vez más rodeado por el agua. Hoy, es uno de los castillos renacentistas mejor conservados de Suecia y está abierto al público.

## Galería de imágenes

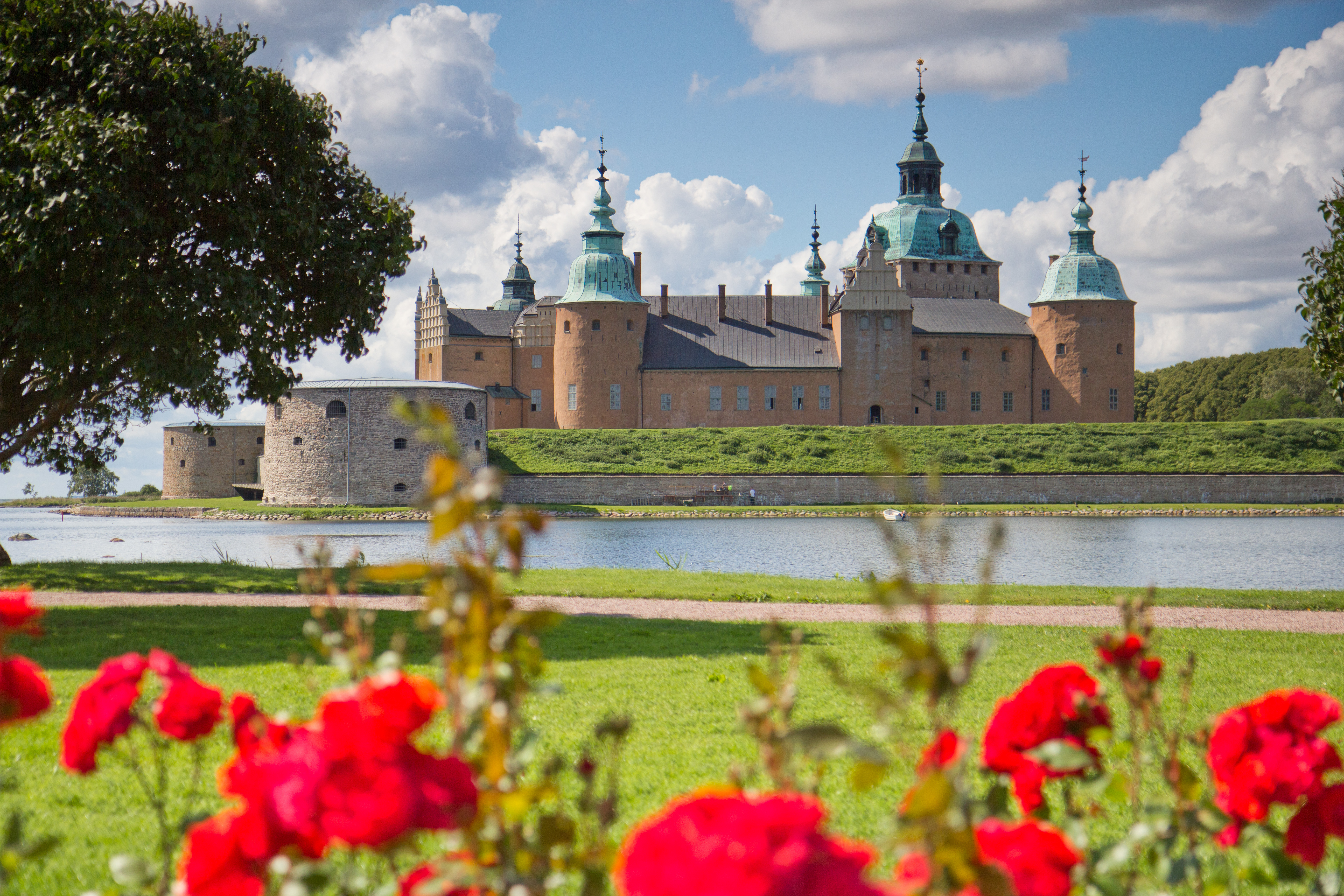
El castillo visto desde el norte
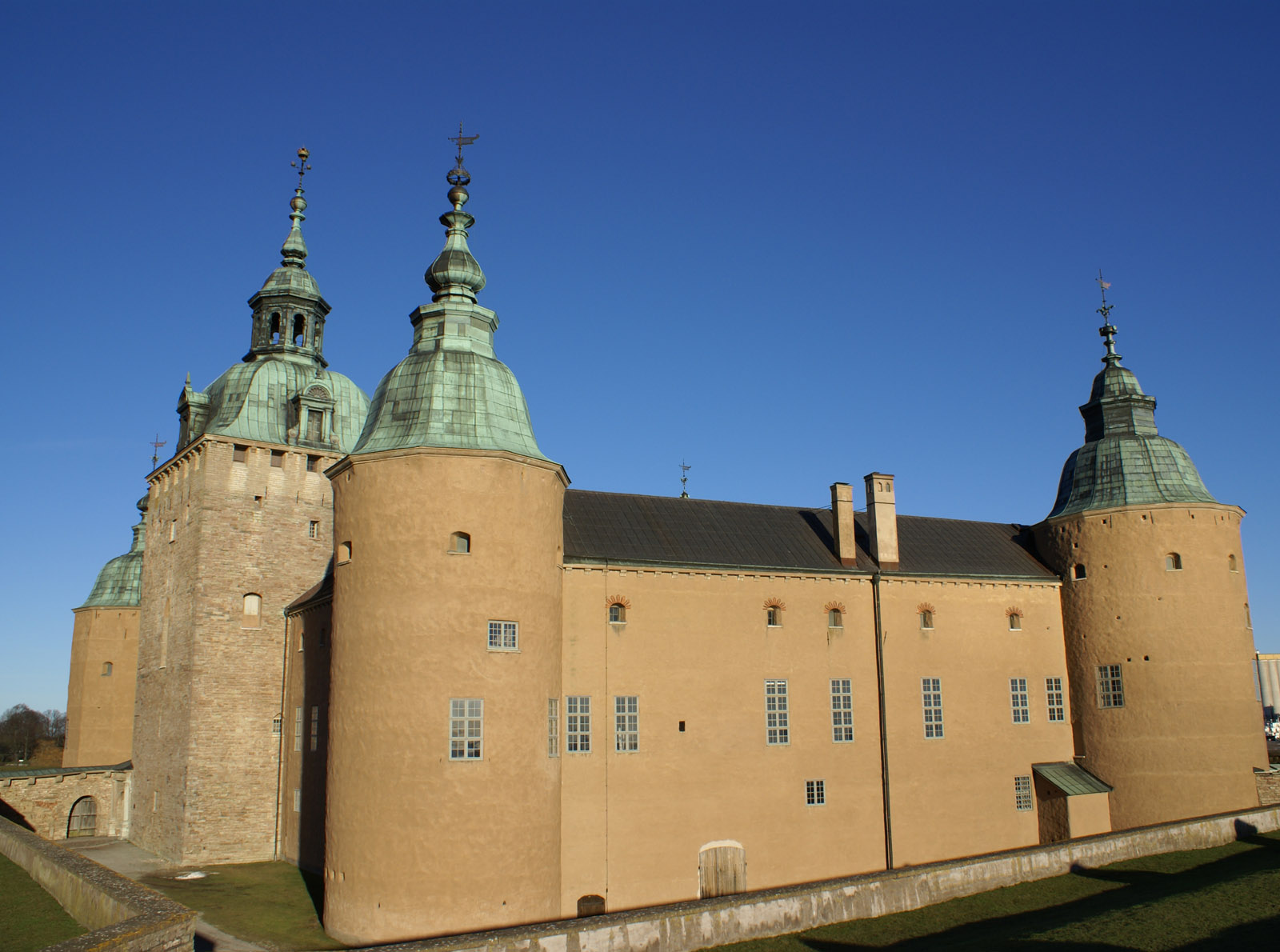
El castillo visto desde el sur
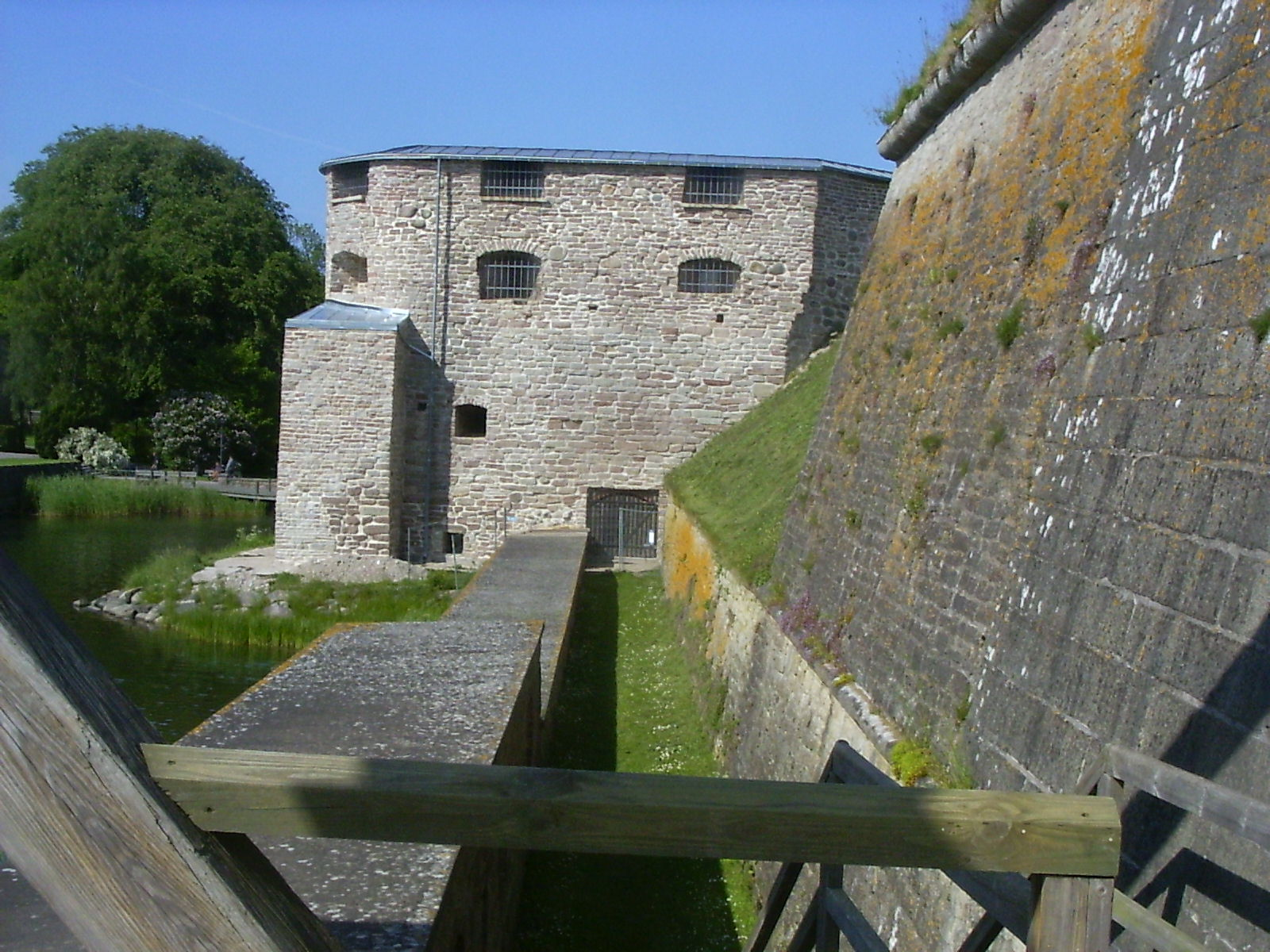
Muro exterior del castillo
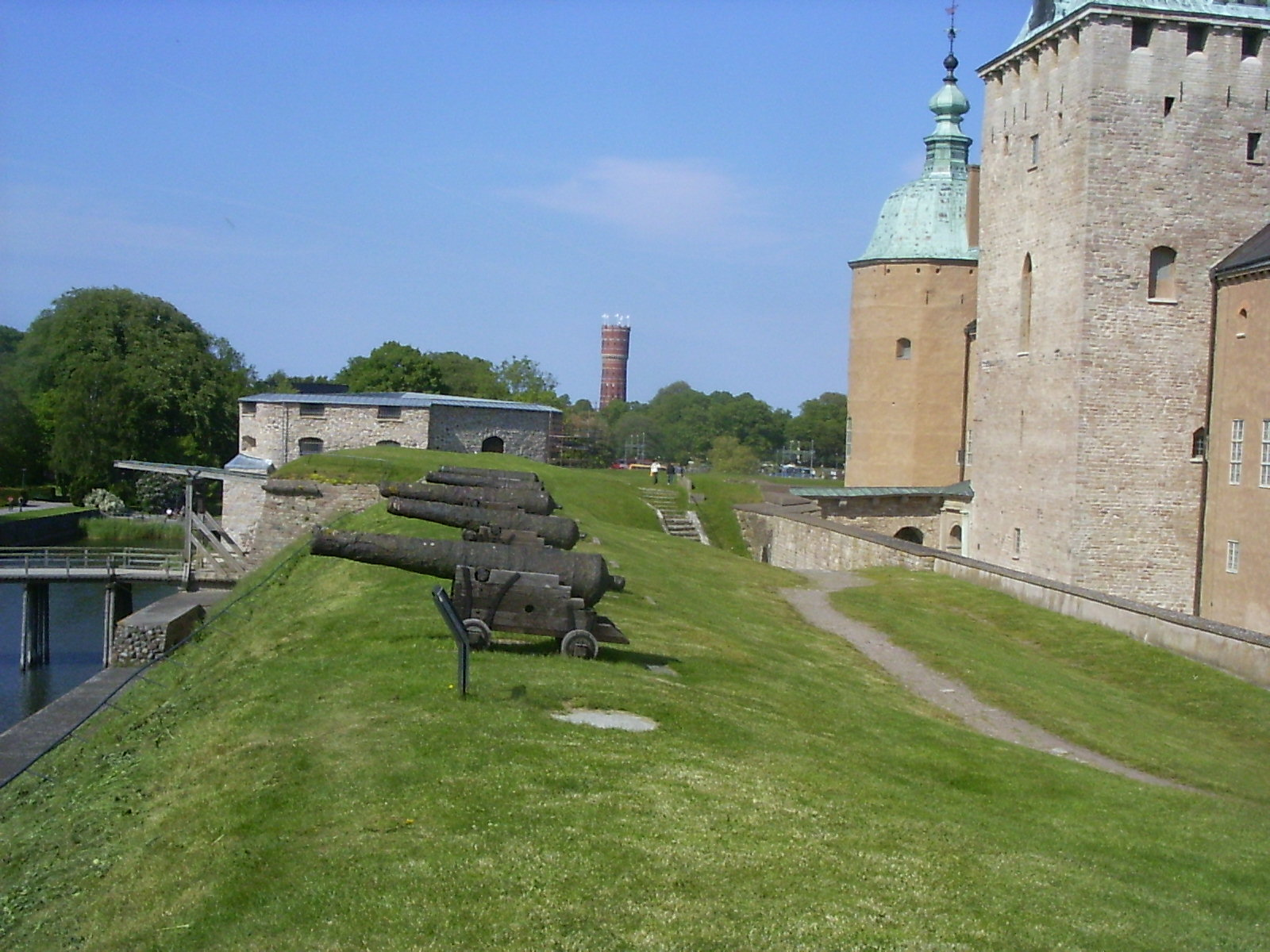
Cañones en el castillo
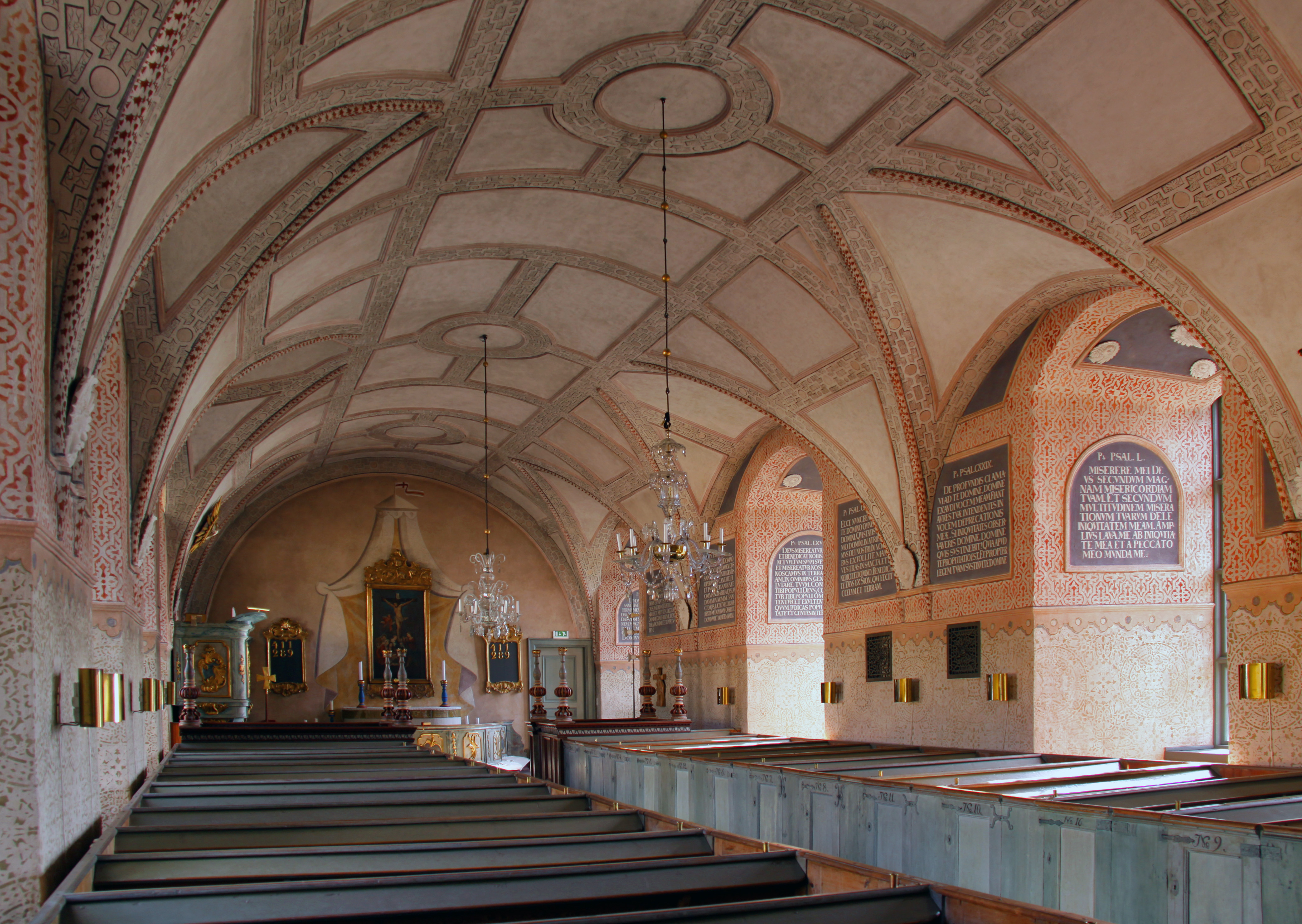
Capilla del castillo
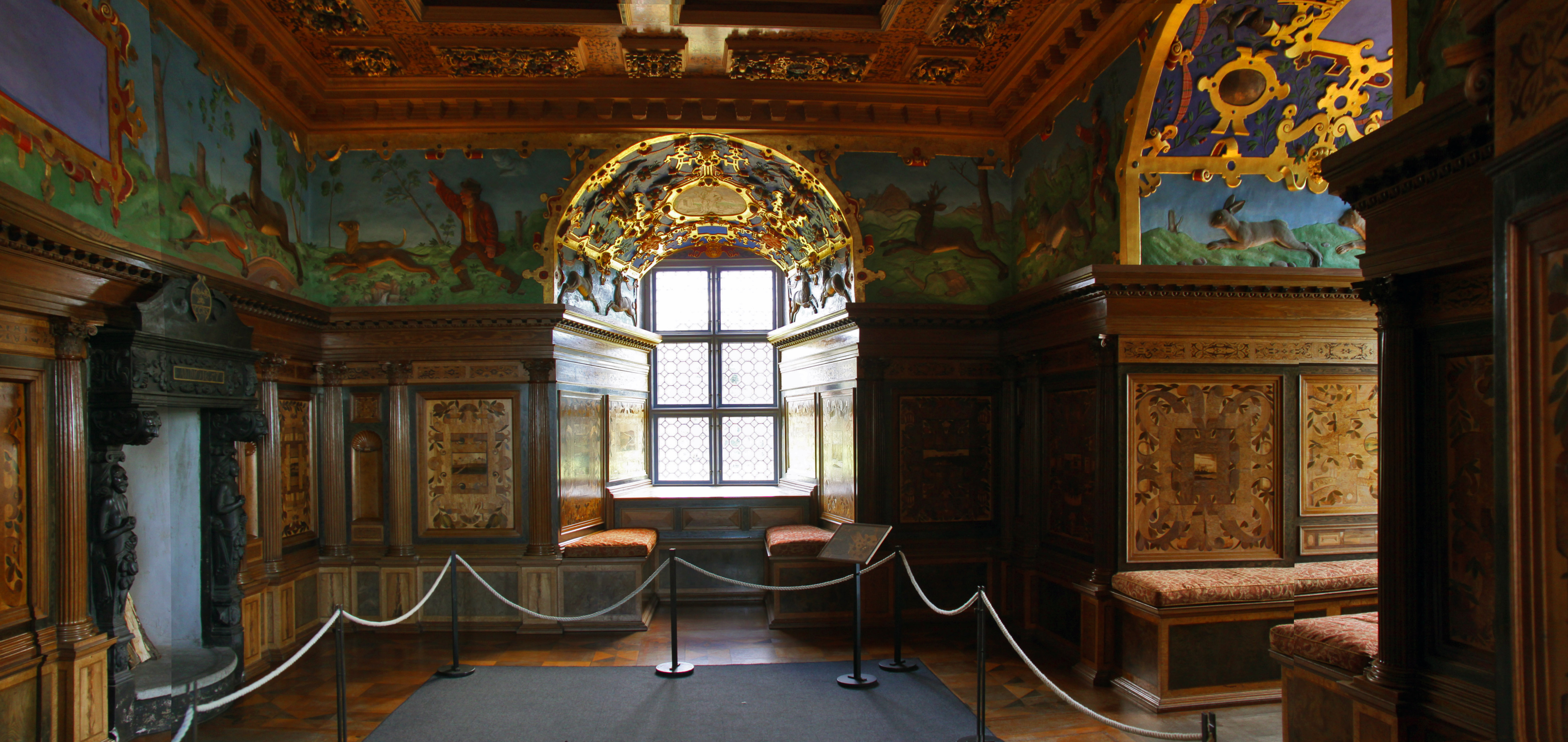
La cámara de Erik XIV en el castillo
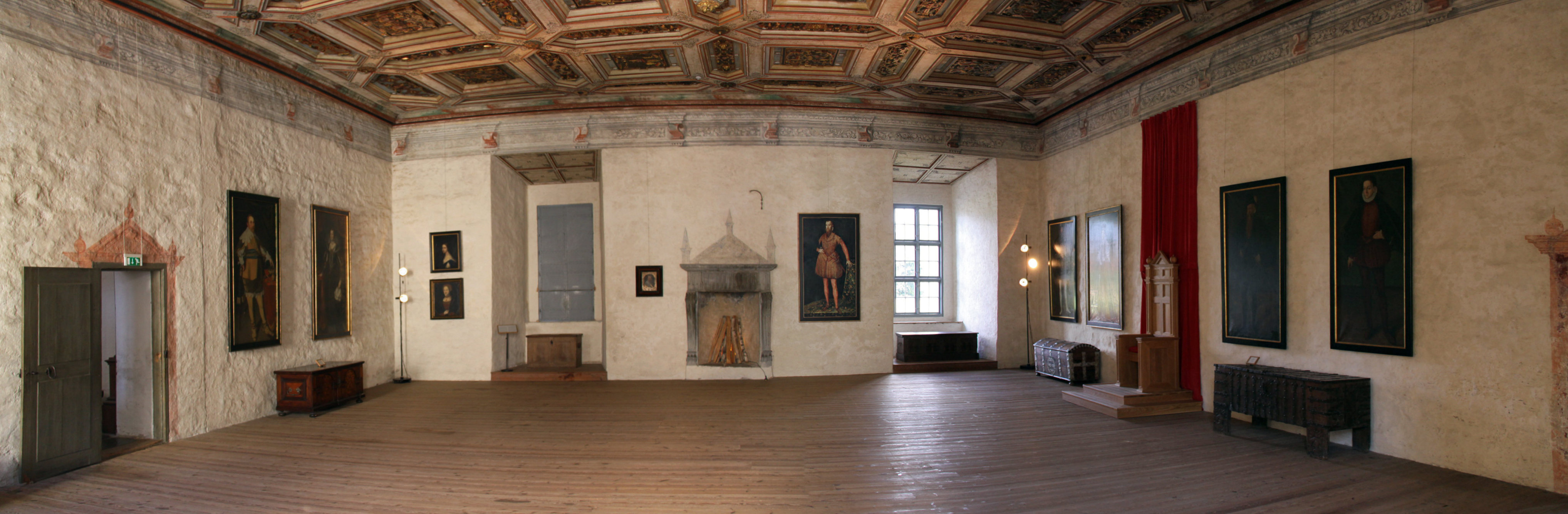
Golden Hall en el castillo
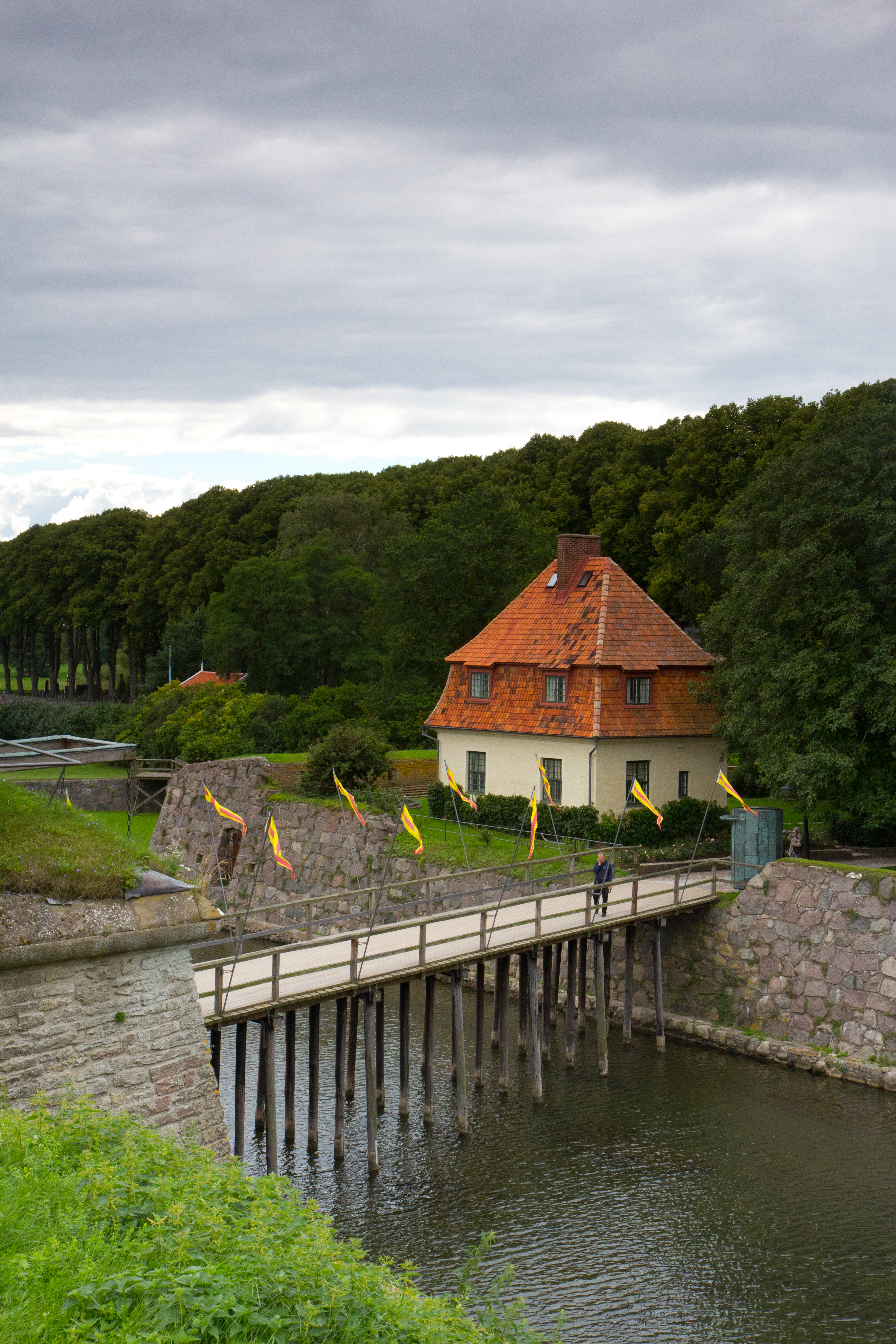
Puente del castillo con banderas
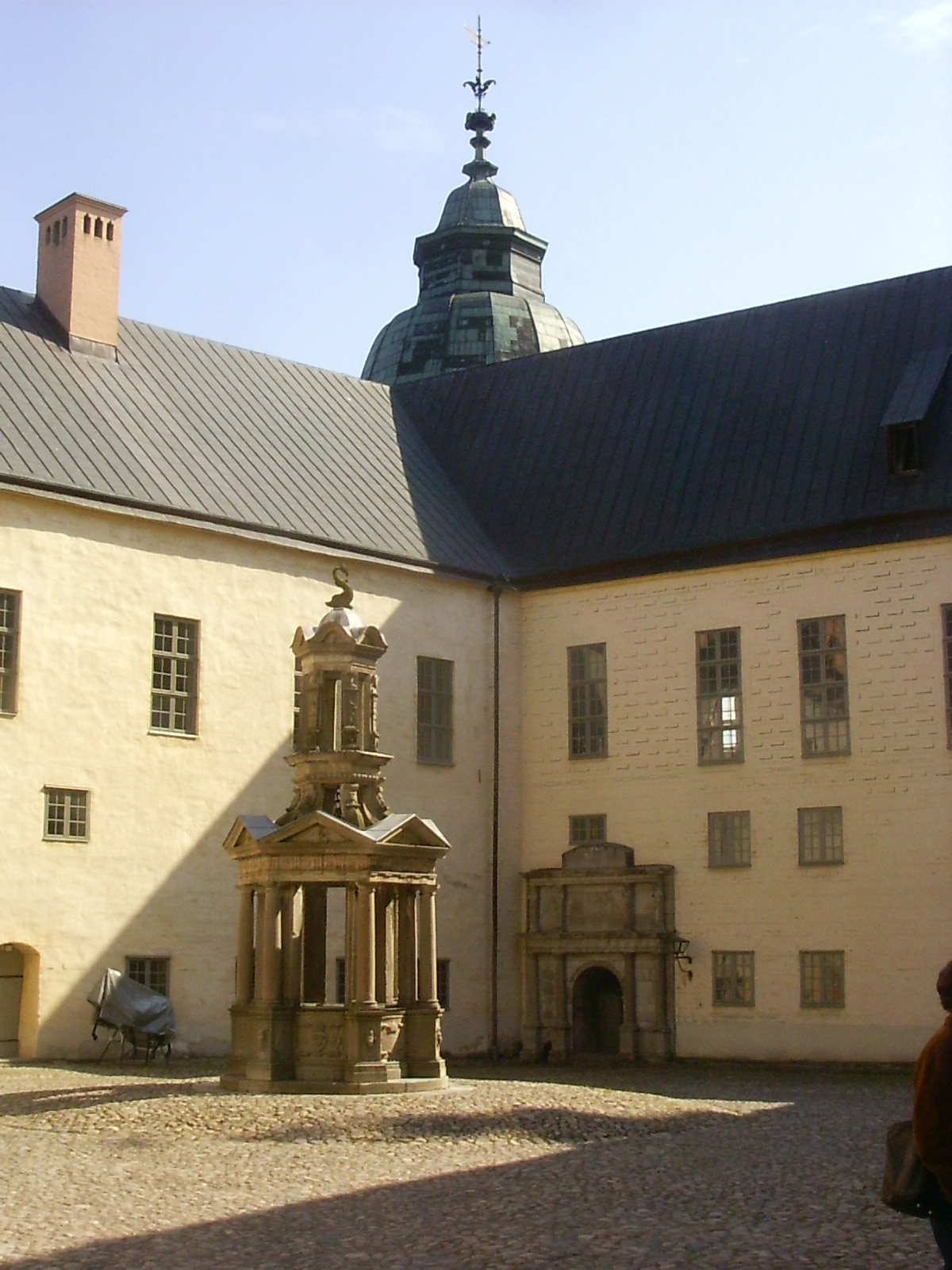
Patio del castillo de Kalmar
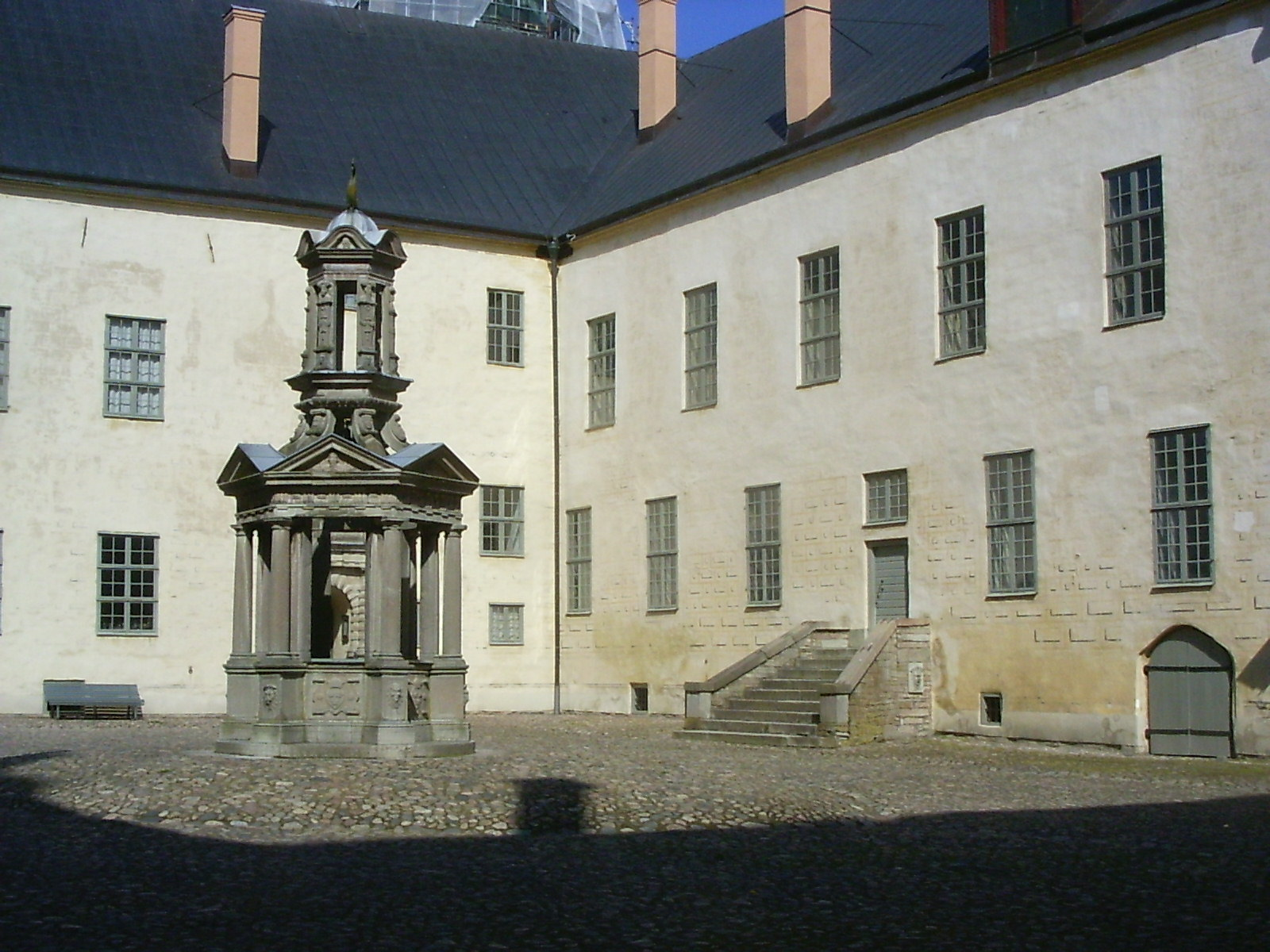
Patio del Castillo de Kalmar
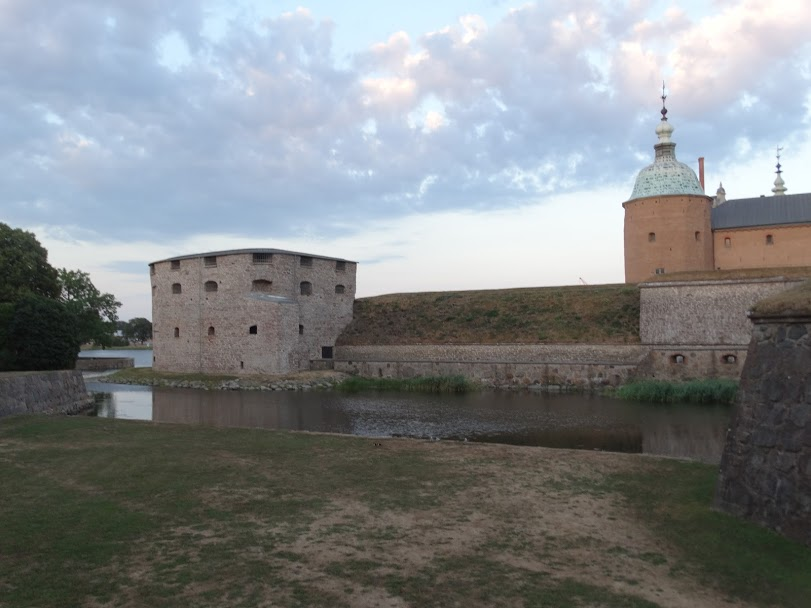
Vista general
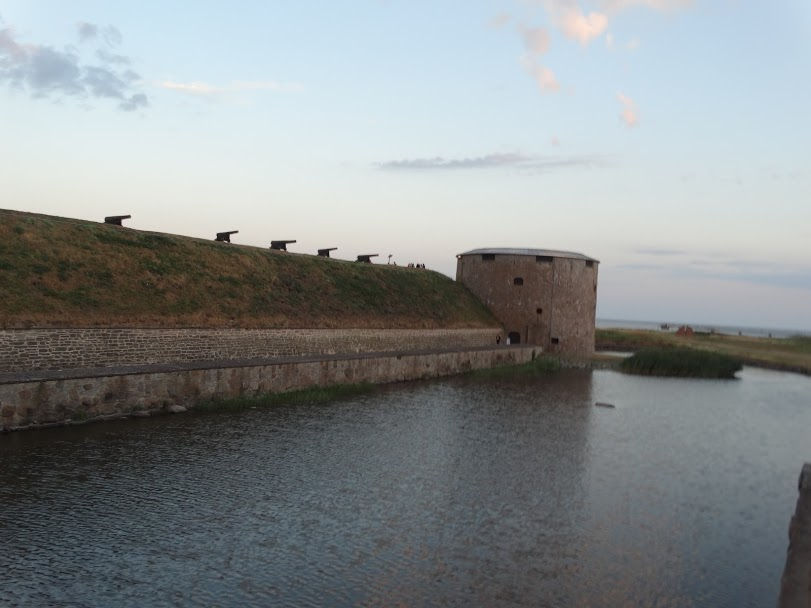
Bastión
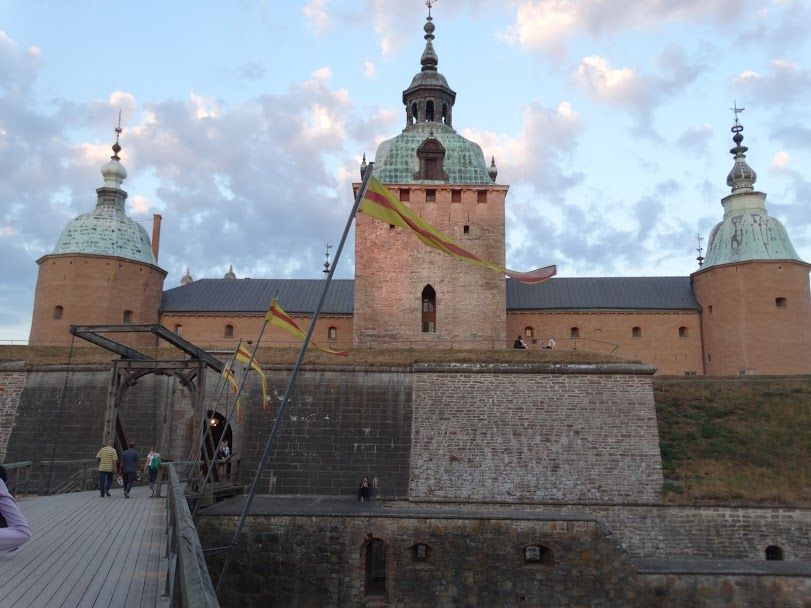
Entrada principal
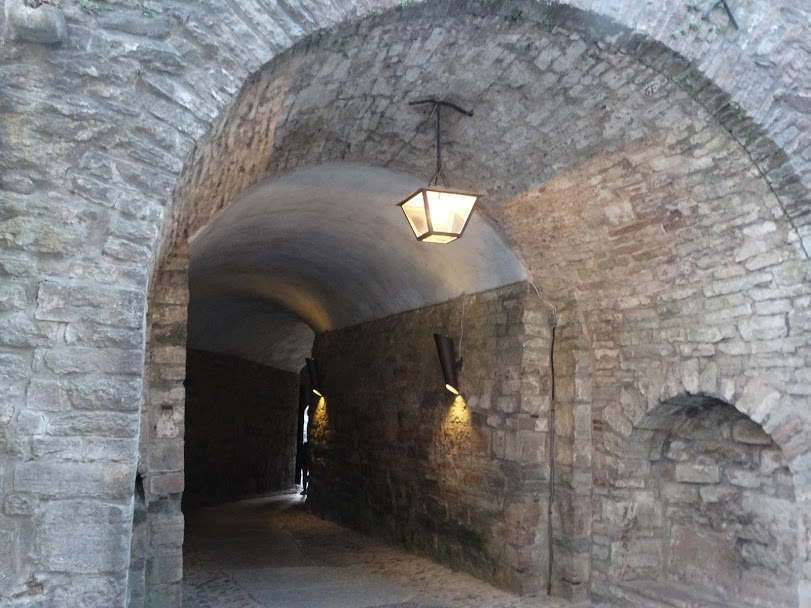
Vista interna
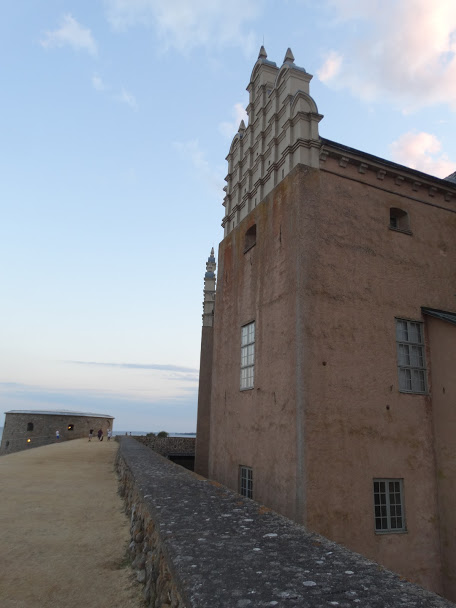
Por la tarde
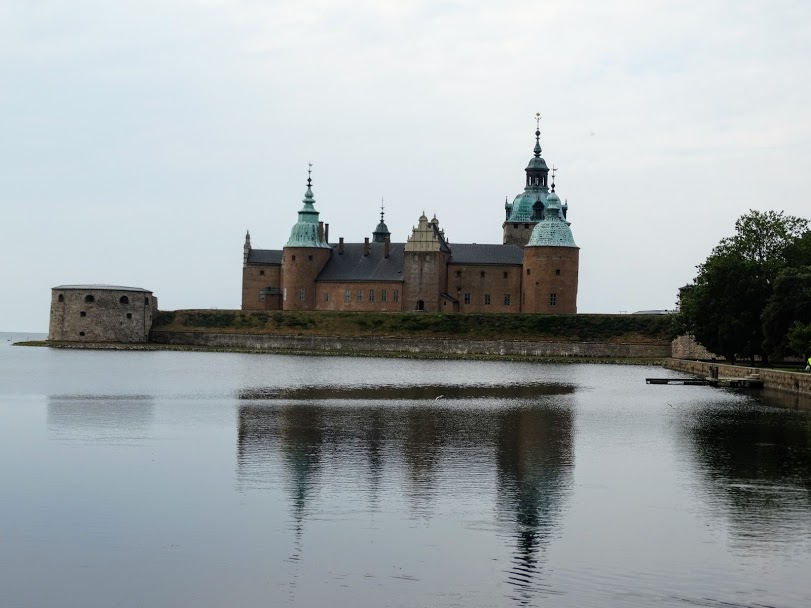
Vista desde el mar